# Nathan Robinson
Nathan Robinson (* 31. prosince 1981 Scarborough, Ontario, Kanada) je kanadský lední hokejista hrající na pozici středního útočníka. Ve své kariéře odehrál sedm utkání v severoamerické NHL (pět za Detroit a dva za Boston). Dále působil v Německu (dva tamní tituly mistra ligy Eisbärenem Berlín a rok před tím jeden s Mannheimem), dále ve Finsku (v klubu Espoo Blues), v Rakousku (za tým Vienna Capitals) a poté též ve Spojeném království za kluby Nottingham Panthers a Belfast Giants. Od léta 2015 nastupuje za český celek HC Slavia Praha, kam se dostal díky známosti s nottinghamským spoluhráčem a začínajícím hráčským agentem Martinem Podlešákem.